# Ruhland
Ruhland (baix sòrab: Rólany) és una ciutat alemanya que pertany a l'estat de Brandenburg. És la capital de amt Ruhland. Està situada a 12 a l'oest de Senftenberg, als marges del Schwarze Elster.

## Evolució demogràfica
| Població de Ruhland de 1875 a 2005 | Població de Ruhland de 1875 a 2005 | Població de Ruhland de 1875 a 2005 | Població de Ruhland de 1875 a 2005 | Població de Ruhland de 1875 a 2005 | Població de Ruhland de 1875 a 2005 | Població de Ruhland de 1875 a 2005 | Població de Ruhland de 1875 a 2005 | Població de Ruhland de 1875 a 2005 | Població de Ruhland de 1875 a 2005 | Població de Ruhland de 1875 a 2005 | Població de Ruhland de 1875 a 2005 |
| Any                                | Població                           | Any                                | Població                           | Any                                | Població                           | Any                                | Població                           | Any                                | Població                           | Any                                | Població                           |
| ---------------------------------- | ---------------------------------- | ---------------------------------- | ---------------------------------- | ---------------------------------- | ---------------------------------- | ---------------------------------- | ---------------------------------- | ---------------------------------- | ---------------------------------- | ---------------------------------- | ---------------------------------- |
| 1875                               | 2086                               | 1890                               | 2358                               | 1910                               | 3126                               | 1925                               | 3768                               | 1933                               | 4137                               | 1939                               | 4864                               |
| 1946                               | 5440                               | 1950                               | 5664                               | 1964                               | 5325                               | 1971                               | 5232                               | 1981                               | 4670                               | 1985                               | 4612                               |
| 1989                               | 4413                               | 1990                               | 4325                               | 1991                               | 4191                               | 1992                               | 4131                               | 1993                               | 4080                               | 1994                               | 4052                               |
| 1995                               | 4037                               | 1996                               | 4089                               | 1997                               | 4134                               | 1998                               | 4178                               | 1999                               | 4232                               | 2000                               | 4262                               |
| 2001                               | 4215                               | 2002                               | 4157                               | 2003                               | 4121                               | 2004                               | 4093                               | 2005                               | 4106                               |                                    |                                    |

## Ajuntament
El consistori està format per 16 regidors, que el 2008 eren repartits entre els partits:
- CDU 6 regidors
- SPD 4 regidors
- Die Linke 2 regidors
- UFW, 4 regidors